# Ctenus leonardi
Ctenus leonardi là một loài nhện trong họ Ctenidae.
Loài này thuộc chi Ctenus. Ctenus leonardi được Eugène Simon miêu tả năm 1910.